# رایانه مسی
رایانه مسی (انگلیسی: Rayane Messi؛ زادهٔ ۲۳ مهٔ ۲۰۰۷) بازیکن فوتبال اهل فرانسه است که در حال حاضر برای باشگاه فوتبال استراسبورگ بازی می‌کند.
از باشگاه‌هایی که در آن بازی کرده است می‌توان به باشگاه فوتبال دیژون و باشگاه فوتبال ورسای اشاره کرد.
وی همچنین در تیم‌های ملی فوتبال زیر ۱۶ سال فرانسه، زیر ۱۷ سال فرانسه و زیر ۱۹ سال فرانسه بازی کرده است.

## دوران باشگاهی

### دیژون
رایانه مسی با درخشش در رده‌های جوانان، به تیم ذخیره دیژون ارتقا یافت و در اوت ۲۰۲۳ در سن ۱۶ سالگی اولین بازی خود را در لیگ ملی ۳ انجام داد. در ۵ آوریل ۲۰۲۴، او اولین بازی خود را به عنوان بازیکن اصلی برای دیژون انجام داد و به عنوان تعویض در شکست ۰–۲ تیمش مقابل تیم سابقش ورسای وارد زمین شد. در سن ۱۶ سال، ۱۰ ماه و ۱۳ روز، او جوان‌ترین بازیکنی شد که برای دیژون بازی کرده است. یک هفته بعد، او دوباره به عنوان تعویض برای دیژون به میدان رفت و تنها گل بازی را به ثمر رساند و تیمش را به پیروزی ۱–۰ در برابر اورلئان رساند. این گل او را به جوان‌ترین گلزن تاریخ دیژون تبدیل کرد.

### استراسبورگ
در ۱۴ اوت ۲۰۲۴، مسی با باشگاه لیگ یکی استراسبورگ قراردادی سه ساله امضا کرد.

## دوران ملی
مسی یک بازیکن ملی جوان برای فرانسه است و برای زیر ۱۶ سال و زیر ۱۷ سال بازی کرده است. در مارس ۲۰۲۴، او دو گل به ثمر رساند تا به فرانسه زیر ۱۷ سال کمک کند تا با نتیجه ۲–۱ مقابل انگلیس در مرحله نهایی یورو زیر ۱۷ سال پیروز شود و تیمش را به مسابقات اصلی راهی کند. دو ماه بعد، او به ترکیب فرانسه زیر ۱۷ سال برای یورو زیر ۱۷ سال دعوت شد.